# 布巴
布巴是西非國家幾內亞比紹的城市，也是基納拉區的首府，面積744平方公里，海拔高度3米，1982年當局透過瑞典援助興建膠合板工廠，並安裝產生足夠供應電力給整個小鎮的蒸汽機，2008年人口6,815。
11°35′N 15°00′W / 11.583°N 15.000°W